# Gmina Niedźwiedź
Die Gmina Niedźwiedź ist eine Landgemeinde im Powiat Limanowski der Woiwodschaft Kleinpolen in Polen. Ihr Sitz ist das gleichnamige Dorf (ehem. Marktort) mit etwa 2700 Einwohnern.

## Gliederung
Zur Landgemeinde (gmina wiejska) Niedźwiedź gehören folgende vier Dörfer mit einem Schulzenamt:
Konina, Niedźwiedź, Podobin und Poręba Wielka.